# POP IS MY LIFE
「POP IS MY LIFE」(ポップ イズ マイ ライフ)は、1988年11月12日にDe-LAXが発表した楽曲、及び同曲を収録したシングル。通算1枚目のシングルである。発売元はフォーライフ・レコード。

## 概要
- デビュー後、初の公式シングル。(前作「WAR DANCE」はサンプルカットされたシングルであったため)
- 1stアルバム『SENSATION』をひっさげアルバムツアー『De-LAX TOUR '88 "SENSATION"』で全国を回っている最中に本楽曲が発売された。

## 収録曲
- 全曲 作詞:宙也、編曲:De-LAX

| #         | タイトル           | 作詞      | 作曲     | 時間 |
| --------- | ------------------ | --------- | -------- | ---- |
| 1.        | 「POP IS MY LIFE」 |           | 鈴木正美 | 3:29 |
| 2.        | 「HEAVEN OR HELL」 |           | 宙也     | 2:45 |
| 合計時間: | 合計時間:          | 合計時間: | 6:14     |      |

## 曲解説
- 全曲 作詞:宙也、編曲:De-LAX

1. POP IS MY LIFE (3:29)
  - 作曲:鈴木正美

ベストアルバム『"20th Anniversary Premium Collection"』のDVDに、本楽曲のPVが収録されている。
歌詞に出てくる「ロンドンナイト」とは、昔新宿にあったディスコツバキハウスでの曜日別テーマのひとつである。その後、シンフォニーアレンジを施され、フランク・シナトラの曲に替わって、本楽曲のアレンジバージョンが、ライブのオープニング用のSEとして使用されることもあった。
その後に発売されたオリジナルアルバムには収録されず、ライブアルバム『HELLO AGAIN』には、この曲のライブバージョンが収録された。なお、シングルバージョンは、ベストアルバム『Best of De+LAX』、『THE STORY OF De+LAX 1988-1992 5Years×5Lives』と『"20th Anniversary Premium Collection"』に収録されている。
また、ライブビデオ『De-LAX NEUROMANCER '89 SPIRITS A GO-GO TOUR』、『TOUR '90 "KINGDOM"』、『"RESURRECTION & EXISTENCE"』にて、本楽曲が映像化された。ビデオ『THE STORY OF De+LAX 1988-1992 5Years×5Lives』には、ライブ『De-LAX TOUR '88 "THE GREAT SENSATION"』(12月29日 新宿コマ劇場公演)の映像が収録されている。また、7thアルバム『ART+BEAT』のDVDにも、本楽曲のライブ映像が収録されている。
なお、De-LAXのシングル収録曲の中で、De-LAXの全てのベストアルバムに収録されている数少ないシングル曲である[1]。
2. HEAVEN OR HELL (2:45)
  - 作曲:宙也

De-LAXのシングル収録曲の中では数少ない、宙也が作曲も手掛けた楽曲[2]。
De-LAXのシングル曲のB面の中で、一番演奏時間が短い楽曲となっている。
メジャーデビュー前に行っていたコンサートツアー『De-LAX TOUR '88 SPRING "DIAMOND SENSATION"』の初日である1988年4月10日の横浜7th AVENUE公演のライブのセットリストには、当時は未発表曲だったものの、既に本楽曲が演奏されていた。
アルバムへの収録は、ベストアルバム『"20th Anniversary Premium Collection"』のみとなっている。

## 収録アルバム
ベストアルバム
- THE STORY OF De+LAX 1988-1992 5Years×5Lives (#1)
- Best of De+LAX (#1)
- "20th Anniversary Premium Collection" (#1、#2)

ライブアルバム
- HELLO AGAIN (#1,ライブバージョン)

## 収録映像作品
PV収録
- "20th Anniversary Premium Collection" (#1)

ライブ映像収録
- De-LAX NEUROMANCER '89 SPIRITS A GO-GO TOUR (#1)
- TOUR '90 "KINGDOM" (#1)
- THE STORY OF De+LAX 1988-1992 5Years×5Lives (#1)
- "RESURRECTION & EXISTENCE"(#1)
- ART+BEAT (#1)